# Michael Minkler
Michael Minkler (nacido el 14 de mayo de 1952) es un mezclador de regrabación de sonido de películas. Ha recibido premios de la Academia por su trabajo en Dreamgirls, Chicago y Black Hawk Down. Su variada carrera también ha incluido películas como Inglourious Basterds, JFK y Star Wars, así como programas de televisión como The Pacific y John Adams. Minkler trabaja en Todd-AO Hollywood. También es el director general de Moving Pictures Media Group, una empresa que se especializa en el desarrollo de películas, proyectos de empaque para la adquisición de fondos de producción.

## Carrera temprana
Minkler comenzó a trabajar como grabador cuando tenía 17 años y comenzó a mezclar en 1974 cuando tenía 22. Sus primeros proyectos incluyeron comerciales, programas de televisión y películas industriales. Su primera película importante llegó en 1976 cuando fue contratado para trabajar temporalmente en pistas de música y efectos para el lanzamiento en el extranjero de All the President's Men, con los mezcladores de regrabación Arthur Piantadosi y Les Fresholtz, en el Stage 5 de Warner Brothers. Continuó trabajando con Piantadosi y Fresholtz en otras 35 películas, y los considera sus mentores.

## Historia familiar
Nacido y criado en Los Ángeles, California, Minkler nació en una familia de profesionales del sonido para cine. Darrell Minkler, su abuelo, trabajó en Chicago Labs en 1928, desarrollando grabadoras de discos. Llegó a Hollywood para trabajar en el proyecto Vitaphone en Warner Bros. Studios. Darrell Minkler también construyó una compañía llamada Radio Recorders para la grabación de música con artistas clásicos del pop como Frank Sinatra, Bing Crosby y Tommy Dorsey. Ese estudio más tarde se convirtió en parte de The Record Plant.
Don Minkler, su padre, comenzó su carrera sonora a fines de la década de 1940 y fundó Producers Sound Service en 1964. La carrera de regrabación de Don Minkler incluye películas como Easy Rider, Five Easy Pieces, The Last Picture Show y Beyond the Valley of the Dolls.
Su tío, el mezclador de regrabaciones de sonido Bob Minkler, comenzó a trabajar en el departamento de sonido en la década de 1960 y ganó un Oscar en 1978 por su trabajo en Star Wars: Episodio IV - Una nueva esperanza. Otros créditos de Bob Minkler incluyen 10, Hair and Bull Durham y Saturday Night Fever. Su otro tío, Lee, también mezclador, comparte la distinción de estar en el equipo de mezcla de sonido nominado al Oscar para Tron con Michael y Bob. Esa es la única vez que tres miembros de una misma familia fueron nominados al Oscar por la misma película.
El hijo de Minkler, Christian P. Minkler, también es mezclador de regrabaciones y ha trabajado en proyectos de cine y televisión desde 1990. Los créditos más recientes de Christian incluyen Repo Man, The Proposal y Role Models.

## Experiencia profesional
Después de un período de cuatro años en Warner Bros. Studios, asumió el cargo de jefe de mezclas y director gerente de instalaciones en Lion's Gate Films de Robert Altman en 1980. En 1984, Minkler se convirtió en un independiente, trabajando en un número de instalaciones, hasta 1990 cuando ayudó a diseñar y dotar de personal a las instalaciones Lantana de Skywalker Sound en Santa Mónica. Continuó mezclando allí después de que Todd-AO adquiriera la instalación. Mientras trabajaba en Todd-AO West, Minkler ganó un par de premios de la Academia, primero por Black Hawk Down en 2001 y luego por Dreamgirls en 2006. En 2009, se mudó a las instalaciones de Todd-AO en Hollywood y rápidamente obtuvo una nominación al Premio de la Academia por Inglourious Basterds.

## Asesor técnico
Además de sus créditos de mezcla, Minkler ha sido un asesor técnico solicitado por empresas como Euphonix, donde ayudó con el desarrollo de la tecnología de mezcla de audio digital, que ahora es un estándar de la industria.
Minkler siempre ha sido considerado un innovador de la tecnología y la técnica. En Inglourious Basterds, Minkler utilizó una nueva tecnología desarrollada por Penteo Surround que permite convertir mezclas de música estéreo y distribuirlas en un campo de sonido envolvente 5.1.

## Apariciones
Aunque Minkler aparece regularmente en revistas especializadas como Variety, Mix y Post, también ha aparecido en películas en DVD sobre el sonido de una película en particular. The Sound of Miracle aparece como un extra en el lanzamiento en DVD de la película Miracle de 2004.

## Premios y reconocimientos
Premios Óscar
| Año  | Categoría    | Trabajo nominado          | Resultado |
| ---- | ------------ | ------------------------- | --------- |
| 1980 | Mejor sonido | El jinete eléctrico       | Nominado  |
| 1981 | Mejor sonido | Altered States            | Nominado  |
| 1983 | Mejor sonido | Tron                      | Nominado  |
| 1986 | Mejor sonido | A Chorus Line             | Nominado  |
| 1990 | Mejor sonido | Nacido el cuatro de julio | Nominado  |
| 1992 | Mejor sonido | JFK                       | Nominado  |
| 1994 | Mejor sonido | Máximo riesgo             | Nominado  |
| 2002 | Mejor sonido | Black Hawk Down           | Ganador   |
| 2003 | Mejor sonido | Chicago                   | Ganador   |
| 2007 | Mejor sonido | Dreamgirls                | Ganador   |
| 2010 | Mejor sonido | Malditos bastardos        | Nominado  |

Premios BAFTA
| Año  | Edición                      | Categoría                                                                                | Obra                                                                     | Resultado | Ref.   | Notas                           |
| ---- | ---------------------------- | ---------------------------------------------------------------------------------------- | ------------------------------------------------------------------------ | --------- | ------ | ------------------------------- |
| 1979 | Premios BAFTA                | Mejor sonido                                                                             | Star Wars: Episodio IV - Una nueva esperanza                             | Ganador   |        |                                 |
| 1990 | Motion Picture Sound Editors | Mejor edición de sonido - Efectos de sonido                                              | Nacido el cuatro de julio                                                | Ganador   |        |                                 |
| 1993 | Premios BAFTA                | Mejor sonido                                                                             | Ganador                                                                  |           |        |                                 |
| 1994 | Cinema Audio Society Awards  | Logro destacado en la mezcla de sonido para una película: acción en vivo                 | Cliffhanger                                                              | Nominado  |        |                                 |
| 1995 | Cinema Audio Society Awards  | Logro destacado en la mezcla de sonido para una película: acción en vivo                 | True Lies                                                                | Nominado  |        |                                 |
| 2002 | Black Hawk Down              | Premios BAFTA                                                                            | Mejor sonido                                                             | Nominado  |        |                                 |
| 2002 | Black Hawk Down              | Cinema Audio Society Awards                                                              | Logro destacado en la mezcla de sonido para una película: acción en vivo | Nominado  |        |                                 |
| 2003 | Chicago                      | Premios BAFTA                                                                            | Mejor sonido                                                             | Ganador   |        |                                 |
| 2003 | Chicago                      | Cinema Audio Society Awards                                                              | Logro destacado en la mezcla de sonido para una película: acción en vivo | Nominado  |        |                                 |
| 2004 | Premios BAFTA                | Mejor sonido                                                                             | Kill Bill: Volumen 1                                                     | Nominado  |        |                                 |
| 2004 | Premios Satellite            | Mejor sonido                                                                             | Kill Bill: Volumen 1                                                     | Nominado  |        |                                 |
| 2005 | Premios BAFTA                | Mejor sonido                                                                             | Collateral                                                               | Nominado  |        |                                 |
| 2005 | Premios Satellite            | Mejor sonido                                                                             | Collateral                                                               | Ganador   |        |                                 |
| 2006 | Premios Satellite            | Mejor sonido                                                                             | Dreamgirls                                                               | Ganador   |        |                                 |
| 2007 | Premios Óscar                | Mejor sonido                                                                             | Dreamgirls                                                               | Ganador   | [ 20 ] |                                 |
| 2007 | Cinema Audio Society Awards  | Logro destacado en la mezcla de sonido para una película: acción en vivo                 | Dreamgirls                                                               | Ganador   |        |                                 |
| 2008 | Cinema Audio Society Awards  | Logro destacado en la mezcla de sonido para una película: acción en vivo                 | Into the Wild                                                            | Nominado  |        |                                 |
| 2008 | Premios Primetime Emmy       | Mejor mezcla de sonido excepcional para una serie o película limitada o de antología     | John Adams                                                               | Ganador   |        |                                 |
| 2009 | Cinema Audio Society Awards  | Logro destacado en la mezcla de sonido para películas para televisión o series limitadas | John Adams                                                               | Ganador   |        | Por el episodio: "Join or Die"  |
| 2009 | Cinema Audio Society Awards  | Logro destacado en la mezcla de sonido para películas para televisión o series limitadas | John Adams                                                               | Nominado  |        | Por el episodio: "Independence" |
| 2010 | Premios Óscar                | Mejor sonido                                                                             | Inglourious Basterds                                                     | Nominado  | [ 21 ] |                                 |
| 2010 | Premios Primetime Emmy       | Mejor mezcla de sonido excepcional para una serie o película limitada o de antología     | The Pacific                                                              | Nominado  |        |                                 |
| 2010 | Premios Satellite            | Mejor sonido                                                                             | The Town                                                                 | Ganador   |        |                                 |
| 2020 | Premios Óscar                | Mejor sonido                                                                             | Once Upon a Time in Hollywood                                            | Nominado  |        |                                 |
| 2021 | Premios Óscar                | Mejor sonido                                                                             | Greyhound                                                                | Nominado  |        |                                 |
| 2021 | Premios BAFTA                | Mejor sonido                                                                             | Greyhound                                                                | Nominado  |        |                                 |
| 2021 | Cinema Audio Society Awards  | Logro destacado en la mezcla de sonido para una película: acción en vivo                 | Greyhound                                                                | Nominado  |        |                                 |
| 2021 | Motion Picture Sound Editors | Mejor edición de sonido - Diálogo/ADR                                                    | Greyhound                                                                | Nominado  |        |                                 |
| 2021 | Motion Picture Sound Editors | Mejor edición de sonido - Efectos/Foley                                                  | Greyhound                                                                | Nominado  |        |                                 |

## Controversia
Tras ganar el Oscar en 2007 por su trabajo en Dreamgirls, Minkler intercambió el siguiente diálogo con un reportero:

Reportero: Cada uno de ustedes ha ganado un Oscar antes de esta noche. Uno de sus otros nominados, Kevin O'Connell, nunca ha ganado en 19 intentos ahora. ¿Tienes algo que decirle?

Minkler: Me imaginé que iba a surgir esta pregunta, por lo que dijeron que si surge, continúe y diga algo. Creo que Kevin debería simplemente irse con 19 victorias [sic] y simplemente llamarlo un récord y ese sería el final. Trabajamos muy, muy duro en lo que hacemos, todos lo hacemos en nuestro oficio. Y si, ya sabes, nos topamos con un premio como este, alguien está dispuesto a honrarnos con algo como esto, estamos muy agradecidos. Y me pregunto qué está tratando de hacer Kevin al tratar de obtener un premio usando la simpatía. Y Kevin es bueno para mezclar, pero ya basta de Kevin.
Reportero: ¿Crees que debería quitar su nombre de consideración?

Minkler: No, no, solo creo que debería tomar otra línea de trabajo".
24 de febrero de 2007

Varias publicaciones en línea encontraron que los comentarios eran controvertidos, sorprendentes o dignos de mención, y uno se refería a Minkler específicamente como un "ganador dolorido". El colaborador de LA Times, Tom O'Neil, informó sobre el evento después de contactar a O'Connell, recibiendo la siguiente respuesta de él:

Como pueden o no saber, mi madre Skippy falleció el domingo por la noche justo después de los Oscar. La estaba sosteniendo en mis brazos cuando murió. No me enteré de los comentarios del Sr. Minkler hasta el lunes por la mañana. No tengo Los he visto personalmente y en este momento no tengo intención de mirarlos o leer sobre ellos. Te responderé cuando llegue tan abajo en mi lista de lo que es importante para mí. Cuídate, Kevin
O'Connell estaba con su madre moribunda mientras la golpeaban en los Oscar - 1 de marzo de 2007

Minkler se disculpó con O'Connell a las pocas semanas de hacer sus comentarios originales en una carta abierta, y llamándolo y hablando con él personalmente, como se menciona en la carta. Minkler enmarcó su disculpa con la declaración: "Se ha desarrollado una situación muy desafortunada debido a mis respuestas estúpidas a algunas preguntas inapropiadas. No busqué este centro de atención, lo hizo la prensa, como lo ha hecho en el pasado. Fue un error de ellos para hacer las preguntas, y mal, mal, mal de mi parte para responderlas de la manera que lo hice".
Escribiendo sobre la controversia una vez más, Tom O'Neil caracterizó la disculpa en su blog de LA Times como "Minkler culpa a los medios por atacar a O'Connell". Como se informó en el artículo actualizado, O'Connell aceptó la disculpa cordialmente con la declaración: "Creo que es hora de que todos avancemos en el mejor interés de la comunidad de sonido y dejemos esto atrás".